# Clethraceae
Clethraceae Klotzsch, 1851 è una famiglia di piante angiosperme dell'ordine Ericales.

## Tassonomia
La famiglia comprende i seguenti generi:
- Clethra L. (86 specie)
- Purdiaea Planch. (13 spp.)